# Act Up

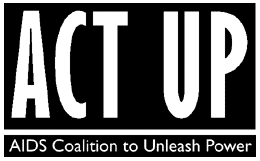
Act-Up-Logo

Act Up (AIDS Coalition to Unleash Power „AIDS-Koalition, um Kraft zu entfesseln“) ist ein 1987 in New York (USA) entstandener Interessenverband, der das Ziel verfolgt, durch neue öffentlichkeitswirksame Aktionen mehr Dynamik und Politisierung in die Thematisierung von AIDS zu bringen und mit Lobby-Arbeit politischen Druck auszuüben. Die Initiative fand mit der Zeit Anhänger auf der ganzen Welt. Die Abkürzung Act Up ist in der englischen Sprache auch ein regulärer Ausdruck und bedeutet in etwa „sich auflehnen“, „Theater machen“, „Ärger machen“.

## Entstehung und Ziele
Aktivisten der AIDS-Bewegung, die bislang vor Ort vor allem als Gay Men’s Health Crisis (GMHC, 1982 gegründet) organisiert war, und hauptsächlich in den Bereichen Prävention und Pflege engagiert war, wurden zunehmend ungeduldig mit der vermeintlich unpolitischen Haltung dieser Gruppe. Gründe dafür waren unter anderem die formalisierte Institution, und dass man nach Sponsoren und Regierungsgeldern Ausschau hielt. Am 10. März 1987 hielt der Aktivist Larry Kramer, welcher auch die GMHC mitbegründet hatte, im Auditorium des Gay Community Centers in West Village, einem Teil von Greenwich Village, eine flammende Rede vor über 400 Zuhörern. Er rief zu einem stärkeren Engagement für AIDS-Kranke auf, welche damals noch von Regierung, Forschung und Gesellschaft stark diskriminiert wurden. Noch in derselben Woche gründeten Kramer, sein Freund Eric Sawyer und eine Handvoll weiterer Aktivisten offiziell die radikale Protestgruppe, welche sich später Act Up nannte. In der Folge wuchs die Organisation rasch an. Organisiert ist die Gruppe als führerloses und gewissermaßen anarchistisches Netzwerk.
Der Organisation gehören nicht nur Schwule an, sondern auch Liberale, Feministinnen, Lesben und Mitglieder anderer sozialen Gruppen, die sich mit den politischen Zielen der Gruppe identifizieren. Sie tritt aktiv ein gegen die Stigmatisierung von Menschen mit AIDS, ein Problem, das insbesondere in der Gründungszeit in den USA, wo die Krankheit als „schwule Seuche“ oder „Strafe Gottes“ dargestellt wurde, aktuell war. Sie geht ebenfalls radikal gegen Gruppen vor, die sich gegen die Nutzung und Verteilung von Kondomen engagieren, wie etwa die römisch-katholische Kirche. In den 1990ern kritisierte Act Up insbesondere den Erzbischof von New York John Joseph O’Connor, der sich gegen Sexualunterricht und die Verteilung von Kondomen an katholischen Schulen und Krankenhäusern aussprach.
Ebenso gerieten die Pharmakonzerne ins Visier der Aktivisten, wegen der Preisgestaltung für die Medikamente gegen das Virus, wie z. B. AZT, das in der Gründungszeit der Organisation neu auf den Markt kam und bis zu 10.000 $ pro Jahr für die Behandelten kostete. Act Up behauptete, dass sie durch den Einsatz ihrer Lobbyisten die Zulassung neuerer, wirksamerer Medikamente behinderten, um aus den anfänglichen Fehlproduktionen möglichst lange Profit schöpfen zu können.

## Methodik und Aktionen
Um ihre Ziele durchzusetzen, suchte Act Up die Bevölkerung für das Thema zu sensibilisieren, indem sie massive Meinungsbildung betrieb. Hierbei suchten sie besonders in den Massenmedien vorzukommen. Das Thema AIDS wurde bis dahin in den Medien weitgehend vermieden; vereinzelte Erwähnungen der neuen Epidemie stellten Homosexuelle und Drogenabhängige eher negativ dar und verknüpften die Krankheit mit einer moralischen Bewertung und vermeintlichen persönlichen Schuld. Act Up vertrat hingegen andere Denkansätze und hat diese mit Kreativität öffentlich vertreten und versuchte, Zeitungen und Abendnachrichten als Multiplikatoren ihrer Botschaften zu nutzen.
Die erste Demonstration fand am 24. März 1987 statt. Rund 250 Demonstranten legten zur Hauptverkehrszeit den Verkehr vor der Börse in der Wall Street lahm, einige Act-Up-Aktivisten drangen bis auf das Börsenparkett vor. Demonstriert wurde gegen die hohen Preise für AIDS-Medikamente und die restriktive Haltung der Food and Drug Administration, welche neue Medikamente nur sehr zögerlich frei gab, während viele Menschen starben. Gegen die Sitzblockade ging die Polizei hart vor und 17 Aktivisten wurden wegen „zivilen Ungehorsam“ verhaftet.
Eines der ersten positiven Resultate war, dass US-Präsident Ronald Reagan, nach dessen Amtsantritt im Januar 1981 AIDS bekannt wurde, Ende Mai 1987 erstmals das Wort AIDS in einer Rede öffentlich aussprach und damit die Epidemie anerkannte. Bis dahin waren in den USA schon rund 60.000 Fälle registriert und 28.000 Menschen gestorben.
Besonders zu erwähnen ist auch eine Demonstration am 11. Oktober 1988 vor dem Sitz der Food and Drug Administration (FDA). Zusätzlich zu mediengerechtem Bildmaterial bekamen die Teilnehmer der Demonstration im Voraus Schulungen über die als bürokratisch und langsam kritisierte Arbeitsweise der FDA, durch die laut Act Up wichtige Medikamente blockiert würden. Auch wurden die Medien schon vorher durch hunderte Anrufe bei Journalisten und sorgfältig vorbereitete Pressemappen informiert und eingeladen. Die Medien reagierten wie erhofft und rückten das Problem AIDS und die Forderungen von Act Up ins politische Blickfeld.

## Silence = Death

Logo „Silence = Death“

Der Rosa Winkel wurde in nationalsozialistischen Konzentrationslagern zur Kennzeichnung von Schwulen verwendet, die gewöhnlich zu den untersten Ebenen in der Gefangenen-Hierarchie der KZ gehörten. In den 1970er Jahren wurde er ausgehend von Europa zu einem positiv umformulierten Symbol für die Schwulenbewegung. In den USA war er nur unter „Eingeweihten“ und vor allem unter Aktivisten bekannt. In den frühen 1980er Jahren, mit dem Beginn des Bekanntwerdens der AIDS-Epidemie (erste Krankheitsberichte ab 1981, Namensgebung 1982), begannen viele einzelne Schwule und Gruppen in den USA, ihn als neues Symbol von „gayness“ („Schwulheit“) und Gay Pride zu verwenden. Es diente als Zeichen der Erinnerung an die Vergangenheit und als Zeichen der aktuellen Unterdrückung.
Eineinhalb Jahre bevor Act Up zusammenfand, begann sich eine Gruppe von sechs schwulen Männern zu treffen, die zum Projekt „Silence = Death“ (gesprochen: „Silence Equals Death“, „Schweigen = Tod“) wurden. Avram Finkelstein, Brian Howard, Oliver Johnston, Charles Kreloff, Chris Lione und Jorge Soccaras wollten miteinander und mit anderen darüber sprechen was als schwuler Mann in Zeiten von AIDS getan werden soll. Einige von ihnen waren Designer unterschiedlicher Art und sie entschieden sich dafür, in den Straßen „Weizen zu streuen“ mit der Nachricht: „Warum tust du nicht irgendetwas?“ So entwarfen sie das Plakat und begannen es ab 1987 in den Straßen aufzuhängen. Am unteren Rand stand:
| „Why is Reagan silent about AIDS? What is really going on at the Center for Disease Control, the Food and Drug Administration, and the Vatican? Gays and lesbians are not expendable…Use your power…Vote…Boycott…Defend yourselves…Turn anger, fear, grief into action.“ | „Warum schweigt Reagan über AIDS? Was geht wirklich vor im Amt für Krankheitsüberwachung, der Arzneizulassungsbehörde und im Vatikan? Schwule und Lesben sind nicht entbehrlich… Verwende deine Macht… Wähle… Boykottiere… Verteidige dich selbst… Verwandle deine Wut, Furcht und deinen Kummer in Taten.“ |

Im Manifest des Projekts wurden Vergleiche zwischen der Nazizeit und der AIDS-Krise gezogen und erklärt, dass „Schweigen über die Unterdrückung und Vernichtung von schwulen Menschen, damals wie heute, muss durchbrochen werden als eine Frage unseres Überlebens.“ Der Slogan protestierte gegen Tabus in der Diskussion um Safer Sex und gegen den Widerwillen Einiger, gegen soziale Ungerechtigkeit und die Gleichgültigkeit der Regierung vorzugehen. Der umgedrehte, jetzt mit der Spitze nach oben weisende, Rosa Winkel ist der bewusste Versuch, ein Symbol der Unterdrückung zu einem Symbol der Solidarität und des Widerstandes zu machen und zu einem Symbol des aktiven Handelns. Möglicherweise gab es schon vorher ähnliche vereinzelte Gedanken, mit „Silence = Death“ wurde es aber weithin bekannt, wie auch der Rosa Winkel in den USA generell dadurch eine Bekanntheitssteigerung erfuhr. Als Kramer kurze Zeit später seine entscheidende Rede hielt, waren einige der sechs Aktivisten anwesend. Mit dem Protest vor dem New York City General Post Office am 15. April begann die Zusammenarbeit der beiden Gruppen. Die Aktivisten schlossen sich später Act Up an und boten der Gruppe das Logo an, mit der es bis heute identifiziert wird. Oliver Johnston ist der einzige der Gruppe, welche 2005 nicht mehr lebte.
Seit der Einführung tauchte das Logo in vielen verschiedenen Formen auf, unter anderem als oft getragener Button (auch in deutscher Version) oder als Neon-Zeichen als Teil einer Kunst-Ausstellung. Der Slogan war auch Vorläufer für ähnliche Sprüche, wie „Action = Life“ („Tat = Leben“) und „Ignorance = Fear“ („Ignoranz = Furcht“). Das Logo war auch Vorläufer für ein ganzes Genre von Protest-Grafiken, zu denen als bekannteste ein Plakat mit blutigem Händeabdruck zählt, welches verkündete: „The government has blood on its hands.“ („Die Regierung hat Blut an ihren Händen.“)

## Act Up in Deutschland

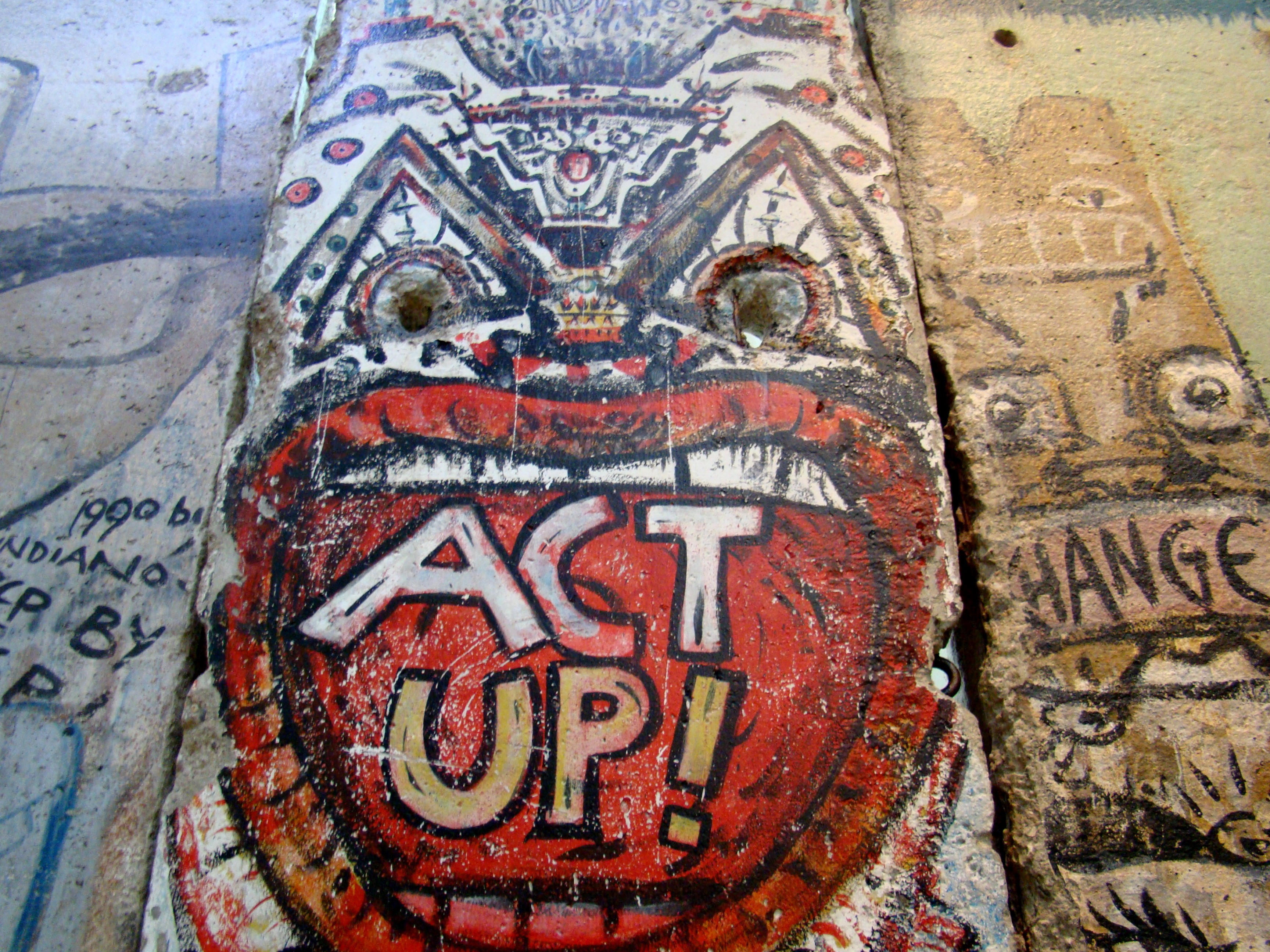
„Act-Up“-Graffiti auf einem Teil der Berliner Mauer, ausgestellt im Newseum in Washington, D.C.

Auch wenn in Deutschland die Ignoranz und Bedrohung nicht so stark waren wie in den USA, gab es genügend Diskriminierungen in den Kliniken und Druck, um auch hier bald die ersten Gruppen zu bilden. Hinzu kam, dass Andreas Salmen frisch aus den USA zurückkam und sich selbst massiv engagierte. Zusammen mit Rosa von Praunheim und einigen Mitstreitern gründete er Act Up in Deutschland. Gruppen wurden in Berlin, Bonn, Dortmund, Hamburg, Frankfurt, Karlsruhe, Köln, Mainz, München, Nürnberg und Würzburg gegründet. Sie führten viele lokale und einige teils sehr gut wahrgenommene bundesweite Aktionen durch. Zu den bekanntesten zählen dabei die Die-ins gegen die Lufthansa, der Marlboro-Boykott wegen der Unterstützung von Jesse Helms durch Philip Morris und die Besetzung des Doms zu Fulda im September 1991.
In München gab es z. B. ängstliche Ablehnungen von AIDS-Kranken in Privat-Kliniken, auf die mit pressewirksamen Aktionen hingewiesen wurde, und später polizeiliche Übergriffe in der Drogenszene, die mit der Zeit mehr von HIV betroffen war, auf die mit Aktionen aus dem Umkreis der Aidshilfe reagiert wurde.
Mitte der 1990er Jahre spielten die Gruppen in Deutschland keine nennenswerte Rolle mehr, die Frankfurter Gruppe bestand noch bis Ende der 1990er Jahre. Ondamaris führt die kurze Blüte und das baldige Ende in Deutschland auf mehrere Faktoren zurück: a) 1992 starb mit Andreas Salmen der Kristallisationspunkt. b) Viele Aktionen beschäftigten sich mit in den USA und aus der dortigen Situation heraus gesetzten Themen. c) Wie in den USA änderte sich die medizinische Situation vor allem durch die Zulassung von Didanosin zuerst langsam, dann schneller. Damit wurde der existentielle Handlungsdruck geringer. d) Einige Aktive wandten sich – aus einem Gefühl veränderter Notwendigkeiten heraus – vom politischen Aktivismus ab und dem Therapie-Aktivismus zu. e) Die politische Landschaft und die Gesellschaft in Deutschland, welche eher von einer Konsenspolitik geprägt ist – im Gegensatz zu den USA (und auch Frankreich) –, bilden keine ausreichende Basis, um die Act-Up-Tendenzen zuzuspitzen, zu polarisieren und zu provozieren, über längere Zeit zu unterstützen.

## Fortbestand
Die Organisation, die inzwischen weltweit tätig ist, feierte 2002 ihr 15-jähriges Bestehen. Zu diesem Anlass wurde der Film Fight Back, Fight AIDS: 15 Years of Act Up des Regisseurs James Wentzy veröffentlicht. Der Film ist eine Dokumentation über das Netzwerk, das eine entscheidende Wende in der Behandlung des Themas AIDS herbeiführte. Er ist aber auch eine Mahnung, dass die Aufklärungs- und Präventionsarbeit in Sachen AIDS auch aktuell noch unvermindert vorangetrieben werden muss.

## Filme
- Rosa von Praunheim: Die Aids-Trilogie (2. Teil): Schweigen = Tod – Künstler in New York kämpfen gegen AIDS. 1990.
- Rosa von Praunheim, Patrick Hamm: Die AIDS-Trilogie (3. Teil): Feuer  unterm Arsch – vom Leben und Sterben schwuler Männer in Berlin. 1990.
- Robin Campillo: 120 BPM (120 battements par minute.) Spielfilm. 2017.